# Гней Доміцій Агенобарб (консул 122 року до н. е.)
Гней Доміцій Агенобарб (лат. Gnaeus Domitius Ahenobarbus; 165 до н. е. — 104 до н. е.) — політичний, державний та військовий діяч Римської республіки, консул 122 року до н. е.

## Життєпис

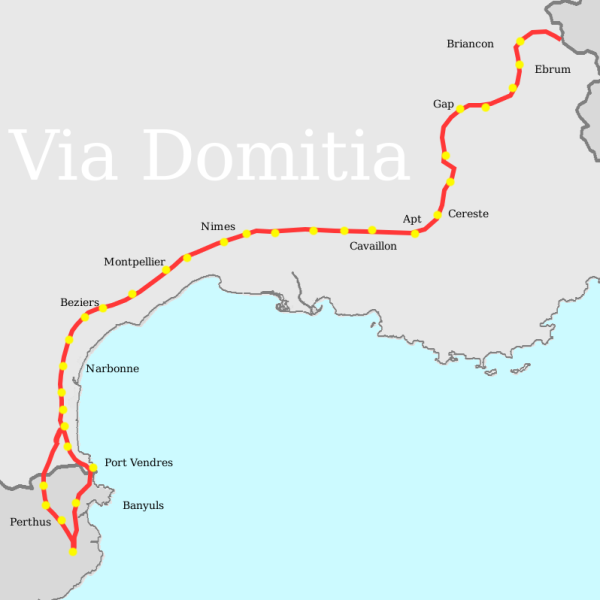
Доміцієва дорога

Походив з роду нобілів Доміціїв. Син Гнея Доміція Агенобарба, понтифіка.
У 140 році до н. е. став членом колегії понтифіків. У 129—126 роках до н. е. служив на посаді легата в армії Манія Аквілія, яка діяла в провінції Азія. Захищав інтереси міста Баргілії, незважаючи на накази Манія Аквілія та Квінта Сервілія Цепіона. Після повернення до Риму виступав як патрон острова Самос на судовому процесі про здирництво (126—122 роки до н. е.).
У 125 році до н. е. став претором, а у 122 році до н. е. обрано консулом разом з Гаєм Фаннієм. Після відбуття каденції отримав у проконсульство Трансальпійську Галлію. У цьому ж році розбив лігурійське плем'я салувіїв, а потім разом з Квінтом Фабієм Максимом успішно вів війну з галльськими племенами арвернів та алоброгів, розбивши їх зрештою при Віндалії. Після цього хитрістю захопив вождя арвернів Бітуіта під час перемовин. Досягши цих успіхів, Агенобарб побудував Доміцієву дорогу, проїхавши по ній на слоні та на міста своєї перемоги поставив трофеї. За ці успіхи отримав від сенату тріумф.
У 115 році до н. е. обраний цензором разом з Луцієм Цецілієм Метеллом Далматиком. Разом з колегою виключив з сенату 32 особи та значно скоротив кількість театральних вистав.

## Родина
- Гней Доміцій Агенобарб
- Луцій Доміцій Агенобарб, консул 94 року до н. е.
- Доміція.